# 電腦輔助軟體工程
電腦輔助軟體工程（英語：computer-aided software engineering）是指使用軟體工具輔助軟體的開發及維護。
1980年代晚期研發出電腦輔助軟體工程工具，能夠在前端協助畫出資料流程圖、實體關係圖及分析設計的儲存資料、檢查錯誤漏失等；把規格確定後，後端自行產生TURBO C、PASCAL的程式碼。整體而言，可節省系統開發人員許多時間。
知名的電腦輔助軟體工程工具分為以下幾類：
- 統一模型化語言UML
- 程式碼產生工具
- 資料模組化工具
- 軟體重構工具
- 包函版本控制的組態管理工具